# 정애리 (가수)
정애리(한국 한자: 鄭愛利, 본명: 정경복, 1952년 7월 22일 ~ 2014년 8월 10일)는 대한민국의 가수이다. 대표곡으로 《얘야 시집가거라》가 있다.

## 생애
1971년 김학송이 작곡한 데뷔곡 《어쩔 수 없어서》를 시작으로 《얘야 시집가거라》, 《퇴계로의 밤》, 《봄 여름 가을 겨울》 등의 곡을 발표했다. 2014년 8월 10일, 반포한강공원에서 야간 산책 중 실족사했다.

## 활동 앨범
- 1977년 얘야! 시집가거라 / 너를 못잊어
- 1978년 봄 여름 가을 겨울 / 얘야! 시집가거라[3]
- 1979년 퇴계로의 밤 / 그리운 당신[4][5]
- 1980년 누가 당신을 / 문을 열어주세요
- 1981년 어이해 / 말할 수 없어요 / 교동마님[6][7]